# They/Them – Az átnevelő tábor
A They/Them – Az átnevelő tábor (eredeti cím: They/Them) 2022-es amerikai slasher film, amelyet rendezői debütálásában John Logan írt és rendezett. A producer Jason Blum volt a Blumhouse Productions nevű cégén keresztül. A főbb szerepekben Theo Germaine, Carrie Preston, Anna Chlumsky, Austin Crute és Kevin Bacon látható.
A filmet 2022. július 24-én mutatták be az Outfest filmfesztiválon, 2022. augusztus 5-én pedig a Peacock streaming csatornán is megjelent. Magyarországon a HBO Max mutatta be 2024. október 4-én. Általánosságban vegyes véleményeket kapott a kritikusoktól, akik dicsérték a szereplőgárdát és a témát, de a történet kivitelezését hiányosnak találták.

## Cselekmény
Éjszaka egy rejtélyes alak megöl egy embert, aki a Whistler nevű átnevelő táborba tart. Reggel LMBT emberek egy csoportja érkezik a Whistler táborba, amelyet Owen Whistler vezet. A tábort befogadó, biztonságos helyként mutatja be, és megígéri, hogy nem próbálják meg erőszakkal megváltoztatni őket. Owen fiú- és lánykabinokra osztja a táborozókat, de Jordan, aki nembináris nemű, egyikbe sem szívesen megy. Owen Jordant a fiúk kabinjába osztja be. A csoport egy körben összegyűlik, és megosztja egymással, hogy miért jöttek a Whistler táborba. Jordan elmondása szerint egyezséget kötött a vallásos családjával, hogy egy hétig jár a táborba, így törvényesen emancipálhatják magukat. Másnap reggel Owen leszidja Alexandrát, amiért nem osztotta meg vele, hogy transznemű. A fiúk kabinjába küldi becstelenségért. Alexandra később meggyőzi a tábor új ápolónőjét, Mollyt, hogy adjon neki ösztradiolt, egy ösztrogénhormont.
A csoport a korábbi tagja és atlétikai igazgatója, Zane és menyasszonya, Sarah, a tevékenységekért felelős igazgató által felügyelt tevékenységekben vesz részt. Egyik este Owen párokba osztja a csoportot, összebilincseli őket, és arra utasítja őket, hogy menjenek az erdőbe. A csoport tétovázik, de Owen megígéri, hogy reggel újra találkoznak. Jordan és Alexandra egy titokzatos személyt lát az erdőben. Másnap a tábor terapeutája, Dr. Cora Whistler lekicsinyli a csoport tagjait szexualitásuk és nemi identitásuk miatt, köztük Jordant is. Dr. Cora szavai miatt Jordan feldúltan tér vissza a fiúk faházába, de felvidul, amikor a csoport táncos bulit rendez Pink "Perfect" című dalára. Aznap este Jordan belopózik a főhivatalba, és olyan fényképeket fedez fel, amelyek a Whistler tábor történetét mutatják, beleértve a gyerekek kínzását is. Jordant elkapja Molly, aki azt mondja, hogy nem tudott róla, és megígéri, hogy megvédi a csoportot. A tábor gondnokát, Balthazart a titokzatos alak megöli, miközben egy kémkamerán keresztül figyeli a lányokat zuhanyzás közben.
Másnap a csoportot nemek szerint osztják szét. Owen elviszi a fiúkat egy lőtérre, míg a lányok pitét sütnek a fiúknak. Jordan legyőzi Zane-t a lövészversenyen. Owen visszatér ahhoz, hogy Jordant "ő"-nek hívja a "ők" helyett. Owen utasítja Tobyt, egy meleg férfit, hogy lője le Owen kutyáját, Duke-ot, mert rákos. Ha nem hajlandó ezt megtenni, Zane kínozni kezdi Duke-ot azzal, hogy eltöri a kutya lábait. Jordan ehelyett megöli Duke-ot és elviharzik. Jordan, Alexandra és Toby megegyeznek, hogy reggel elhagyják a Whistler tábort. Gabriel elárulja, hogy a Whistler tábornak dolgozik. Owen és Zane arra kényszerítik Stut, hogy részt vegyen az averziós terápián, az elektrosokkos kínzás egy formáján, amely Owen szerint heteroszexuálissá teszi Stut. Miután Stu eszméletlenül fekszik, Molly kilép, és azt mondja, hogy a rendőrséghez fog fordulni. Owen megfenyegeti, hogy maradjon. A titokzatos alak lemészárolja Zane-t és Sarah-t, és halálos áramütést mér Gabrielre.
A Whistler táborban a holttestek megtalálása után mindenki összefog. A gyilkos megöli Corát. Alexandra kivezeti a tábor fiatalabb tagjait. A gyilkosról kiderül, hogy Molly. Az igazi neve Angie Phelps. Megölte az igazi Mollyt, hogy átvegye a helyét a tábori nővérként. Angie a whistleri táborba járt, és ott kínozta meg Owen. Küldetésének tekintette, hogy a bűnrészes alkalmazottak meggyilkolásával bezárja az összes létező konverziós tábort. Angie megtámadja Owent, de nem tud fölénybe kerülni. Jordan elveszi Owen fegyverét, de nem lő, így Angie-nek lehetősége nyílik arra, hogy maga végezzen Owennel. Angie megpróbálja rábeszélni Jordant, hogy segítsen neki, de Jordan visszautasítja. A rendőrség letartóztatja Angie-t. A csoport megegyezik abban, hogy teljes életet élnek.

## Szereplők
| Szerep                        | Színész          | Magyar hang     |
| ----------------------------- | ---------------- | --------------- |
| Owen Whistler                 | Kevin Bacon      | Rékasi Károly   |
| Jordan Lewis                  | Theo Germaine    | Nikas Dániel    |
| Molly Erickson / Angie Phelps | Anna Chlumsky    | Solecki Janka   |
| Dr. Cora Whistler             | Carrie Preston   |                 |
| Alexandra Traven              | Quei Tann        | Lamboni Anna    |
| Toby O'Neal                   | Austin Crute     | Penke Bence     |
| Kim Hartman                   | Anna Lore        | Károlyi Lili    |
| Veronica Lim                  | Monique Kim      |                 |
| Stuart Smith Williams         | Cooper Koch      | Csiby Gergely   |
| Gabriel Hernandez             | Darwin Del Fabro | Ungvári Gergely |
| Sarah Kahan                   | Hayley Griffith  | Dobó Enikő      |
| Zane Whistler                 | Boone Platt      | Varga Rókus     |
| Balthazar Riggs               | Mark Ashworth    |                 |

### Magyar változat
- Bemondó: Korbuly Péter
- Magyar szöveg és szinkronrendező: Roatis Andrea
- Dalszöveg: Muráth Péter
- Felvevő hangmérnök: Soltész Márton
- Keverő hangmérnök és vágó: Kis Pál
- Produkciós vezető: Ambrus Zsuzsa

A szinkront a MAHIR Szinkron Kft. készítette el.

## A film készítése
2021. április 9-én jelentették be, hogy John Logan írja és rendezi a Whistler Camp című horrorfilmet nagyjátékfilmes rendezői debütálásában, Jason Blum és Michael Aguilar pedig a Blumhouse Productions producerei lettek. 2021 szeptemberében a film cím nélküli lett, és arról számoltak be, hogy Theo Germaine, Kevin Bacon, Carrie Preston és Anna Chlumsky csatlakozott a szereplőgárdához; Bacon és Scott Turner Schofield voltak a vezető producerek. A forgatás Lyn Moncrief operatőrrel 2021. szeptember 13-án kezdődött Atlantában, a Camp Rutledge-ben, Rejoice munkacímmel.
Október 1-jén jelentették be, hogy a film premierje a Peacockon lesz, és hogy Quei Tann, Austin Crute, Anna Lore, Monique Kim, Cooper Koch és Darwin del Fabro is szerepelt kapott. Blum elmondta, a Pray Away című dokumentumfilm megjelenése után merült fel benne, hogy játékfilmet készítsen a reparatív terápiáról. Azt is elmagyarázta, a film ötletét teljes egészében Logan találta ki.

## Bemutató
A filmet 2022. július 24-én mutatták be az Outfest filmfesztiválon. A premier 2022. augusztus 5-én volt a Peacockon.
Az Universal Pictures digitális kiadásban 2022 decemberében jelentette meg az Egyesült Királyságban.